# Assicurazioni sociali obbligatorie
Le assicurazioni sociali obbligatorie, nel sistema pensionistico obbligatorio italiano, ai sensi dell'art. 1886 del C.C. sono dei rapporti giuridici disciplinati da leggi speciali di diritto pubblico per la tutela dagli eventi e situazioni economico-sociali contemplate nell'art. 38 della Costituzione che recita "I lavoratori hanno diritto che siano preveduti ed assicurati mezzi adeguati alle loro esigenze di vita in caso di infortunio, malattia, invalidità e vecchiaia, disoccupazione involontaria."
La forma più estesa di assicurazione sociale obbligatoria è quella gestita dall'INPS per la tutela della vecchiaia, l'inabilità e i superstiti ed altre situazioni di disagio sociale dei lavoratori dipendenti, autonomi e liberi professionisti.
Altre forme di assicurazioni sociali estese a più situazioni di disagio sono stabilite per varie categorie di lavoratori autonomi o dipendenti con specifiche leggi speciali sempre di diritto pubblico, previste nell'ordinamento italiano.

## Tipi di eventi tutelati
I tipi di eventi e situazioni tutelati dalle assicurazioni sociali in Italia sono:
- per situazioni al termine o con la sospensione del rapporto di lavoro:
  - assicurazione sociale per la vecchiaia;
  - assicurazione sociale per la disoccupazione;
  - assicurazione sociale per l'impiego;

- per i rischi o eventi durante l'attività lavorativa:
  - assicurazione sociale per l'invalidità;
  - assicurazione sociale per l'inabilità;
  - assicurazione sociale per i superstiti;
  - assicurazione sociale per la maternità;
  - assicurazione sociale vita;
  - assicurazione sociale per gli infortuni sul lavoro.

## Elementi costitutivi - 1° pilastro
Gli elementi costitutivi dell'assicurazione sociale obbligatoria o previdenza di primo pilastro sono stabiliti dalla legge speciale che la regola:
1. gli enti gestori, detti enti previdenziali sono pubbliche amministrazioni di personalità giuridica pubblica o privata, secondo quanto stabilito dalla legge speciale
2. inizio del rapporto di assicurazione sociale con l'inizio di un'attività lavorativa
3. i soggetti beneficiari sono obbligati a parteciparvi
4. termine del rapporto di assicurazione con il termine dell'attività lavorativa
5. le indennità sono stabilite dalla legge speciale
6. il finanziamento avviene con l'imposizione fiscale, diretta, indiretta (contributi previdenziali) o con trasferimenti dello Stato
7. i contribuenti che finanziano l'ente di gestione possono coincidere o meno con i beneficiari dell'assicurazione

## Classificazione in base al tipo dei lavoratori e dei contratti
In Italia, le leggi sulle assicurazioni sociali obbligatorie sono state sviluppate su un modello corporativo dividendo quindi le provvidenze e i costi sociali delle stesse per categorie di lavoratori.

### Lavoratori dipendenti
- Dipendenti privati e pubblici - AGO gestita dall'INPS di personalità giuridica pubblica con il Fondo Pensioni dei Lavoratori Dipendenti;
- Altri tipi - Previdenza sociale integrativa gestita dall'INPS attraverso appositi fondi;
- Altri tipi di lavoratori dipendenti - AGO gestita dall'INPS con appositi Fondi Sostitutivi;

### Lavoratori autonomi
- Gestione previdenziale per coltivatori diretti, coloni, mezzadri e imprenditori agricoli - AGO gestita dall'INPS con apposita gestione speciale
- Gestione previdenziale per artigiani - AGO gestita dall'INPS con apposita gestione speciale
- Gestione previdenziale per commercianti - AGO gestita dall'INPS con apposita gestione speciale
- Altre forme di lavoratori autonomi (L.335/1995) - forma sostitutiva dell'AGO gestita dall'INPS con una gestione separata;
- INPS Gestione ex ENPALS (dal 1/1/2012) per i lavoratori dello spettacolo e dello sport professionistico

### Liberi professionisti
Forme sostitutive dell'AGO gestite dagli enti previdenziali di personalità giuridica privata;
- L. 509/1994
  - Addetti e impiegati in agricoltura
  - Agenti e rappresentanti di commercio
  - Agenti spedizionieri e corrieri
  - Architetti e ingegneri
  - Assistenza agli orfani dei sanitari italiani
  - Avvocati
  - Consulenti del lavoro
  - Dottori commercialisti
  - Farmacisti
  - Geometri
  - Giornalisti
  - Medici e odontoiatri
  - Notai
  - Ragionieri e periti commerciali
  - Veterinari
  - Spettacolo e sport professionistico - fino al 31/12/2011 ENPALS, dal 1/1/2012 INPS Gestione ex ENPALS
- L. 103/1996
  - Attuari, chimici, dottori agronomi e dei dottori forestali, geologi (ente pluricategoriale)
  - Addetti e impiegati in agricoltura (gestione separata)
  - Biologi
  - Giornalisti (gestione separata)
  - Infermieri
  - Periti industriali e periti industriali laureati
  - Psicologi